# Cosimo Fancelli

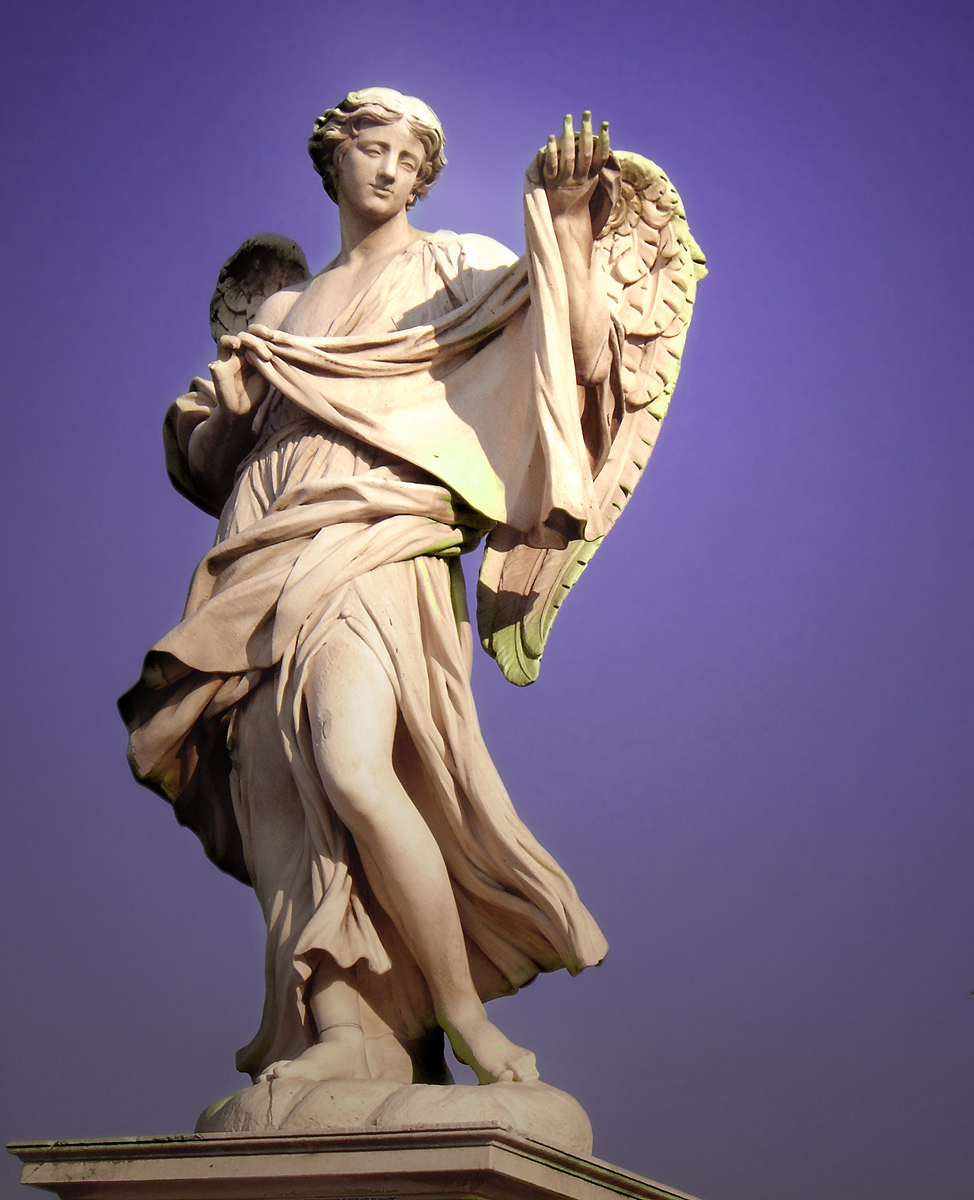
Anděl s šátkem

Cosimo Fancelli (asi 1620, Řím – 3. dubna 1688, Řím) byl italský sochař v období baroka, aktivní hlavně v Římě. Byl synem umělce Carla Fancelliho z Arezza. Cosimo stejně jako jeho bratr, sochař Giacomo Antonio Fancelli, začal svou kariéru jako spolupracovník v dílně Berniniho. Pravděpodobně spolupracoval na soše Nilu pro Fontánu čtyř řek na Piazza Navona.
Poté byl pracovně vázán u Pietra da Cortona, a pomáhal s výzdobou kostelů Santi Luca e Martina (kolem roku 1649), Santa Maria della Pace (1656), Santa Maria in Via Lata (kolem roku 1660), San Carlo al Corso (po roce 1665) a klenby kostela Nuova in Vallicella (1662–1665). Mezi jeho žáky patřil Francesco Cavallini. V roce 1669 ho Bernini pověřil provedením Anděla s šátkem na Andělském mostě.